# František Živěla
František Živěla (27. září 1914 Zábrdovice – 26. června 2005 Brno) byl český policista, zbrojíř československých perutí RAF a politický vězeň komunistického režimu.

## Život

### Před druhou světovou válkou
František Živěla se narodil 27. září 1914 v brněnských Zábrdovicích v rodině strojního zámečníka a šoféra Františka Živěly a Františky, rozené Novotné. Mezi lety 1925 a 1928 vychodil měšťanskou školu v brněnské Merhautově ulici, mezi lety 1928 a 1931 se pak vyučil strojním zámečníkem v Husovicích. Začal pracovat jako strojní zámečník, mezi lety 1934 a 1936 absolvoval prezenční vojenskou službu u Horského pěšího pluku 3 v Popradu, poté do roku 1937 pracoval v nářaďovně brněnské Zbrojovky. Mezi lety 1937 a 1939 sloužil u státní policie v Ostravě, v roce 1938 byl příslušníkem Stráže obrany státu.

### Druhá světová válka
Po německé okupaci v březnu 1939 přešel František Živěla do služby u protektorátní policie. Vstoupil do protinacistického odboje spoluprací s Obranou národa. Dne 12. června 1939 opustil ilegálně Protektorát Čechy a Morava a odešel do Polska, kde byl 27. června prezentován v Krakově u zde vznikající československé zahraniční jednotky. Z Polska 29. července 1939 odplul do Francie, kde podepsal závazek do cizinecké legie a jako její příslušník působil v severní Africe. Po vypuknutí druhé světové války byl ze závazku uvolněn a 26. září 1939 prezentován u vznikající jednotky Československé armády v zahraničí v Agde. V roce 1940 se zapojil do bojů o Francii. Po jejím pádu v červnu 1940 se přes Sète evakuoval do Spojeného království. Zde byl 17. srpna zařazen do kurzu leteckých zbrojířů a 21. září přijat do Royal Air Force. Od 8. února 1941 působil jako zbrojíř u 310. československé stíhací perutě. Dne 16. listopadu 1942 byl zařazen do pilotního výcviku, dne 19. ledna 1943 se ale opět vrátil na pozici zbrojíře 310. perutě. Od 24. července 1944 byl opět ve funkci zbrojíře převelen k 312. československé stíhací peruti, kde setrval až do konce druhé světové války. Dosáhl hodnosti rotmistra.

### Po druhé světové válce
František Živěla odešel v září 1945 v hodnosti podporučíka z armádní služby a přešel do Sboru národní bezpečnosti. Sloužil postupně v Ostravě a Brně. Dne 14. června 1948 se stal cílem režimní provokace, když byl u Hořic na Šumavě během pokusu o odchod do emigrace. Byl odsouzen k jednoletému vězení, které si odbyl ve vojenské věznici na Špilberku. Poté pracoval jako opravář zemědělských strojů v Želešicích. V roce 1950 se oženil s Perlou Sladkovskou. V roce 1968 byl zrušen jeho rozsudek z roku 1948. V roce 1969 odešel do důchodu z místa montéra věžových jeřábů u Pozemních staveb Brno. V roce 1991 byl povýšen do hodnosti majora letectva ve výslužbě. Zemřel 26. června 2005 v Brně, pohřben byl na brněnském Ústředním hřbitově.

## Sportovní činnost
František Živěla byl aktivním sportovcem. Jako hokejista působil na začátku třicátých let v týmu DTJ Brno I, jako fotbalista v SK Židenice a SK Slezská Ostrava. Ve Francii a Spojeném království byl členem československého armádního týmu.

## Vyznamenání
- 1944 Československá medaile za zásluhy II. stupně
- 1946 Československá medaile Za chrabrost před nepřítelem
- 1947 Československý válečný kříž 1939
- Good conduct badge
- Hvězda 1939–1945
- Britská medaile Za obranu
- Válečná medaile 1939–1945
- 1984 Francouzská pamětní medaile na válku 1939-1945
- 1990 Medaile za zásluhy o ČSLA
- 1990 Čestný odznak československého vojenského letce
- 2004 Záslužný kříž ministra obrany České republiky